# Deadpool
Deadpool (tạm dịch: Hồ bơi chết) là một nhân vật phản anh hùng xuất hiện trong bộ truyện tranh Mỹ được xuất bản bởi Marvel Comics. Được sáng tác bởi họa sĩ/nhà văn Rob Liefeld và nhà văn Fabian Nicieza, nhân vật xuất hiện lần đầu tiên trong The New Mutants #98 (tháng 2 năm 1991). Ban đầu Deadpool được miêu tả là một nhân vật phản diện khi xuất hiện lần đầu trong The New Mutants và X-Force, nhưng sau đó được phát triển thành một nhân vật phản anh hùng. Deadpool một lính đánh thuê người Canada có cơ thể bị biến dạng, tâm thần không ổn định với những khả năng siêu phàm như khả năng hồi phục nhanh và sức mạnh thể chất vượt trội. Anh ta được biết tới với "cái miệng" nói không ngừng, và khả năng phá vỡ bức tường thứ 4, được sử dụng bởi tác giả để tăng tính hài hước cho nhân vật.
Sự nổi tiếng của nhân vật này đã giúp anh ta xuất hiện trong nhiều bộ phim như X-Men Origins: Wolverine (2009) Deadpool (2016) và Deadpool 2 (2018) đều được diễn xuất bởi Ryan Reynolds.

## Tiểu sử
Tuổi thơ của Deadpool không được tiết lộ nhiều, người ta chỉ biết Wade Winston Wilson (tên thật của Deadpool) sinh ra trong 1 gia đình có người cha là một viên tướng quân đội đã nghỉ việc, bà mẹ anh ta mắc bệnh nan y khó chữa. Sau khi bà chết, ông Wilson (cha của Wade) trở nên nghiện rượu nặng và luôn đánh đập Wade mỗi khi say rượu trở về. Khi Wade lên 17 tuổi, cha anh ta bị đánh cho gần chết trong 1 vụ ẩu đả với người bạn rượu của mình.
Sau đó, Wade bỏ học và ghi danh vào Lực lượng Quân đội quốc gia Hoa Kỳ. Được một thời gian ngắn thì anh ta bị đuổi khỏi quân đội và chuyển sang làm lính đánh thuê. Sau đó, Wade tới Nhật Bản và làm tay sai cho ông trùm xã hội đen của Nhật là Boss. Boss đã thuê Wade thâm nhập vào tổ chức Oyakata (1 kẻ thù luôn đối đầu với Boss) thông qua 1 giải đấu sumo do Oyakata tổ chức. Trong thời gian này, Wade đem lòng yêu con gái của thầy dạy sumo của mình là Sazae. Khi Boss ra lệnh cho Wade giết người của Oyakata, anh đã từ chối nhiệm vụ và bị đuổi khỏi Nhật.
Trở về Mỹ, Wade đem lòng yêu một cô gái tuổi vị thành niên tên là Vanessa Carlysle (một dị nhân có khả năng bắt chước năng lực của bất kì ai với bí danh là Copycat). Sau đó, Wade lại được thuê đến khu vực Trung Đông để ám sát một nữ đặc vụ của chính phủ Anh có mật danh là Blind Al. Nhưng khi đến nơi Blind Al đóng quân, Wade đã giết tất cả mọi người nhưng lại không giết cô ta.
Về sau, khi gây ra cái chết của một người phụ nữ vô tội, Wade đã trở nên mất trí. Khi đó, Wade được lệnh đi giết một người có bí danh là Wade T, nhưng không biết ngớ ngẩn thế nào mà đã giết nhầm vợ của Wade T là Mercedes. Sau đó, Wade T bỏ đi và sau này trở thành T-Ray, còn Wade vì muốn tôn trọng kẻ thù của mình nên đã lấy bí danh là "Wade T. Wilson" và không bao giờ thay đổi tên này. Sau đó, Wade bị chẩn đoán là ung thư não và không thể chữa khỏi nên Wade đã phải chia tay Vanessa, sau đó anh ta đồng ý tình nguyện làm vật thí nghiệm cho 1 chương trình nghiên cứu khoa học của tổ chức Weapon X.

## Gia nhập Weapon X
Kể từ khi là Wade T. Wilson, anh chính thức có quốc tịch là Canada. Điều này cho phép anh gia nhập tổ chức Weapon X một cách dễ dàng mà không gặp bất cứ vấn đề gì về lí lịch của bản thân. Nhưng các nhà khoa học đã đặt cược tên Deadpool vào Wade nếu thí nghiệm trên cơ thể anh gặp thất bại. Khi thí nghiệm thành công, Wade trở nên mất trí và tinh thân luôn trong trạng thái không ổn định.
Trong một nhiệm vụ, Wilson đã giết chết Slayback (đồng đội của mình). Kết quả, Wade bị đuổi khỏi Weapon X và bị đưa đến Hospice để điều trị. Tại đây, bác sĩ Dr. Killebrew và trợ lí của ông ta đã tiến hành những phương pháp điều trị điên rồ của mình đối với các bệnh nhân, trong đó có cả Wade. Trong lúc bị giam thì Wade đã lần đầu tiên được gặp Death và cả hai đã yêu nhau. Một sự kiện đã xảy ra, Wade đã trốn thoát khỏi căn phòng giam giữ mình và tự bắn chết mình với 2 khẩu súng trường. Sống lại, Wade lấy nghệ danh là Deadpool và cùng các bệnh nhân khác trốn thoát.
Sau khi trốn thoát khỏi Hospice thì Deadpool gặp lại Death và cả hai đã có một chuyện tình khá lãng mạn.

## Quay trở lại làm lính đánh thuê
Khoảng thời gian sau, Deadpool quay trở lại nghề lính đánh thuê quen thuộc của mình, mặc một bộ trang phục phù hợp với mình hơn. Tiết lộ rằng Wade đã từng làm tay sai cho ông trùm tội phạm The Kingpin (Wilson Fisk). Anh cũng đã từng đối mặt với Wolverine (khi đó đang là điệp viên của chính phủ Canada). Trong một số thời điểm khác, Wade đã bắt được Blind Al và giam giữ cô ta như tù binh trong nhà của mình. Nhiều người đã bị Wade giết chết khi muốn cứu cô.
Một vài năm sau, Deadpool được Wizard thuê để mạo danh Hobgoblin. Sau đó, Wade cùng Taskmaster (Tony Masters) và Constrictor (Frank Schlichting) thành lập nhóm liên minh, đây là bản sao của Frightful Four. Tuy nhiên khi lien minh này thất bại, Deadpool quay lại tìm cách đòi vị trí của mình là tay sai của The Kingpin, sau khi được Bullseye thách thức.
Deadpool thường xuyên lui tới Hellhouse, ở đó, anh đụng độ với T-ray ngày xưa. Anh còn tìm được việc làm là buôn bán vũ khí với Tolliver, có cơ hội đoàn tụ với Copycat. Deadpool cũng tuyển dụng một người đàn ông tên là Weasel trở thành phụ tá cho mình, hai người trở thành bạn thân.
Sau một thời gian, Deadpool được cử đi giết Cable, nhưng anh đã gặp thất bại dưới sức mạnh của The New Mutants. Từ đây, anh trở thành kẻ thù của The New Mutants. Khi Cable tổ chức lại The New Mutants, thành lập X-Force, Tolliver dường như đã bị giết trong trận chiến với họ. Deadpool tham gia vào đội X-Force. Có lần, Copycat bị thương nghiêm trọng và Deadpool hy sinh một phần khả năng chữa bệnh của mình để cứu mạng sống của cô.
Deadpool sau đó đã giúp Siryn (thành viên của X-Force) chống lại Juggernaut. Liên minh Genesis thuê Deadpool để theo dõi Silver Sable. Deadpool chiến đấu dưới hệ thống cống rãnh, nơi anh có thể bàn giao nội dung nhiêm vụ của mình mà không sợ ai biết, để được hưởng "hoa hồng". Tuy nhiên, Không chắc chắn về sự xứng đáng của mình, Deadpool tìm kiếm Copycat, thấy cô ấy hẹn hò Kane. Máu ghen nổi lên, Deadpool đã chiến đấu với Kane và Wolverine (được gửi đến theo dõi Kane). Deadpool sau đó đã bị bắt cóc bởi các nhà môi giới thông tin về Virus Legacy nhưng đã được cứu thoát bởi Wolverine và Maverick.
Sau thời kì này, Deadpool hợp tác với kẻ thù cũ, Cable. Hai người trong khi điều tra loại virus lạ tên "Facade Virus" thì bị nhiễm phải và mất khả năng khống chế năng lực. Nhờ khả năng hồi phục, Deadpool tự hồi phục cho mình và hồi phục cho cả Cable. Nhưng mặt anh ta từ đó bị biến dạng và phải đeo mặt nạ.
Cable sau này bị năng lực của mình khống chế khiến anh ta trở nên rất nguy hiểm. các X-men hợp lại ngăn anh ta nhưng bị Deadpool ngăn cản. Cable muốn Deadpool giết mình nhưng khi đó anh ta bị Silver Surfer tấn công. Deapool lại ra tay cứu Cable khi chuyển não của Cable vào một cơ thể kim loại mới.
Gặp rắc rối bởi các sự kiện gần đây, Deadpool đến tìm lời khuyên của bác sĩ tâm thần Doctor Bong. Cuộc chiến với Wolverine đã lẫy đi hết tâm trí của Wade, nhưng sự kiện Mercedes Wilson sống lại đã giáng 1 đòn mạnh vào tâm trí Wade khi anh vẫn tin đó là vợ cũ của mình. T-Ray chính là người đã phục hồi sự sống cho cô. Mercedes tuyên bố rằng cô sẽ không bao giờ tha thứ cho Deadpool.
Tìm được nơi ở mới cho mình, Deadpool chia sẻ căn hộ với đồng nghiệp lính đánh thuê Titania và các Constrictor. Tuy nhiên, Titania chính là Copycat đóng giả, và căn hộ đã bị Wizard và Tony Master phá hủy, cả hai tìm kiếm Deadpool để trả thù. Sau đó Wade thành lập một căn cứ bí mật, tuy nhiên đã mất đi một đồ đệ trẻ tên là Chris Cassera. Đáng buồn là mọi người cũng đã tìm cách chống lại Deadpool vì cái chết của Cassera và phá hủy căn cứ này.

## Nỗ lực trở thành người hùng
Có được tiền thì Pool đã thuê một con tàu và làm cướp biển để kiếm ăn qua ngày. Sau khi chán chường với công việc làm cướp biển thì Deadpool quyết định lên dường tới Utopia (vùng đất của X-Men) để xin gia ngập vào X-Men. Deadpool dĩ nhiên là bị từ chối thằng thừng nhưng Deadpool vẫn cố gắng chứng minh cho các X-Men thấy lòng trung thành của mình bằng cách giết chết Mark Kincai, người đã vu cho các X-Men bắt cóc con gái của mình (Norman Osborn đã cố tình dàn dựng để bôi nhọ danh dự của X-Men). Sau sự việc đó thì cuối cùng Deadpool cũng được gia nhập vào hàng ngũ X-Men.
Deadpool cũng được gia nhập vào biệt đội X-Force cùng với Wolverine, Archangel, Fatomex, Psylocke.
Trong sự kiện Fear Itself thì Deadpool đã đánh cắp một cây búa thần của một cặp thợ săn người sói và bán nó cho Walrus. Nhưng sau đó những người thợ săn đã thông báo với Deadpool là cây búa đó là một vật linh thiêng để ngăn chặn bọn người sói tấn công vào làng. Deadpool lên kế hoạch lấy lại cây búa và sau một trận đánh nhau với Walrus thì Deadpool lấy lại được cây búa và trả lại cho những người thợ săn.
Deadpool sau đó có tham gia vào một cuộc du hành không gian và gây ra một vài rắc rối với một vài người ngoài hành tinh khác. Trở về Trái Đất thì Deadpool bị nhóm bạn cũ là Blind Al, Weasel, Taskmaster, Big Bertha và Sluggo trả thù. Một trận đánh đã xảy ra và Deadpool đã giết chết Sluggo, Wade dừng lại và hỏi những người còn lại: "Đây là những gì các người muốn?". Sau đó họ đã bắn Deadpool bất tỉnh. Tỉnh dậy và tâm sự với Bob, Deadpool nhận ra rằng đã đến lúc mình phải chết và đi tự sát. Sau khi tự sát không thành công thì Deadpool bị gửi đến một nhà tù ở Anh, anh ta gặp được bác sĩ Ellen Whitby (Người rất hâm mộ Deadpool). Ellen đã bí mật giải cứu Deadpool khỏi nhà tù đó. Đến căn hộ của Ellen thì Pool nhận ra rằng cô ta đã cất giữ rất nhiều bộ phận cơ thể của mình đông lạnh nhiều năm qua. Pool tức giận, vứt tất cả các bộ phận đó đi và bỏ đi. Ngay sau đó Ellen Whitby đau buồn rồi tự sát. Các bộ phận mà bị Pool vứt đi bắt đầu tự tái tạo lại và ghép lại với nhau tạo thành một phiên bản Evil Deadpool.

### Chạm trán Evil Deadpool
Evil Deadpool đã bí mật theo Pool đến New Jersey. Wade gặp được Evil Deadpool và một trận đánh đã xảy ra nhưng không may là Evil Deadpool đã trốn thoát được và Deadpool thật thì lại bị Captain America truy đuổi. Evil Deadpool đã bắt cóc một đứa con của một cảnh sát trưởng để vu cho Deadpool thật. Deadpool sau đó đã giải cứu được thành công đứa bé đó và đánh nhau với Evil Deadpool. Trong lúc đánh nhau thì Evil Deadpool đã kể lại cho Deadpool nghe rằng có một cách để vô hiệu hóa được khả năng phục hồi của mình thì Deadpool đã chôm thiết bị dịch chuyển tức thời của Evil Deadpool và trốn thoát trước khi Captain America đến. Trên đường đi tìm kiếm thứ huyết thanh có thể giúp Deadpool tự sát được mà Evil Deadpool đã kể lại thì Deadpool gặp phải một cuộc chiến với Kingpin, X-Force và nhóm ninja The Hand. Nhưng rốt cuộc thì Deadpool cũng lấy được phương thuốc đó và tự chích vào mình. Quyền năng siêu phục hồi của Deadpool cũng biến mất. Wade bây giờ cho rằng mình "tràn trề sức sống hơn bao giờ hết" sau khi khả năng phục hồi biến mất. Nhưng không may là phương thuốc đó không có tác dụng lâu dài và khả năng siêu phục hồi của Deadpool sau đó cũng trở lại. Deadpool đành tiếp tục cuộc phiêu lưu của mình. Về phần Evil Deadpool thì sau này cũng bị chính Deadpool thật đánh bại và giết chết.

## Năng lực
- Khả năng tái tạo siêu tốc: Deadpool sỡ hữu một yếu tố chữa bệnh siêu phàm nhờ vào chương trình Weapon X đã cấy gen của Wolverine vào nên Deadpool có phục hồi, tái tạo lại các mô bị mất, ghép lại các bộ phận cơ thể bị đứt lìa trong khoảng thời gian cực nhanh, thậm chí khả năng ấy còn tuyệt vời hơn cả Wolverine và Hulk, Deadpool có thể đứt đầu mà không chết, thậm chí nát luôn đầu vẫn mọc lại đầu khác như thường, có lần Deadpool phục hồi toàn bộ cơ thể chỉ từ một bàn tay, khả năng này còn giúp cho Deadpool hầu như không bị đau đớn gì, Deadpool là một trong những nhân vật có khả năng chịu đòn tốt nhất của Marvel.
- Kháng hóa chất: Nhờ vào khả năng tái tạo nên cơ thể Deadpool kháng được hầu hết các loại hóa chất, chất độc, thuốc ngủ, v.v... Tuy nhiên thì một số chất như thuốc an thần với liều lượng lớn có thể tác động đến anh ta.
- Miễn dịch bệnh: Cơ thể Deadpool gần như miễn dịch với tất cả loại bệnh, virut, vi khuẩn trên Trái Đất.

* Tuổi thọ: Khả năng phục hồi của Deadpool còn làm cho cơ thể Pool chậm lão hóa, trẻ mãi không già. Thậm chí Deadpool có thể sống đến 800 năm nữa. Deadpool đã từng có mối quan hệ say đắm với Death và kết quả là bị Thanos nổi máu ghen đã nguyền rủa cho Deadpool bất tử để không bao giờ được gặp Death nữa.
* Miễn dịch với thần giao cách cảm: do các tế bào não của Deadpool có khả năng tái tạo rất nhanh nên hầu như Pool không chịu tác động của các nhà siêu tâm linh như Prof X và Emma Frost. Nhưng gần đây khả năng này của Deadpool đã không còn, Psylocke và Shadow King đã có thể đọc được suy nghĩ của Pool.
- Siêu sức mạnh: Deadpool có thể nâng ít nhất 200 kg, tối đa thì lắm thì 350 kg. Sức mạnh của Deadpool có thể ngang với 1 vận động viên Olympic.

* Sức khỏe siêu bền: Deadpool có thể chiến đấu liên tục trong vòng nhiều ngày..
* Khả năng chiến đấu siêu phàm: Deadpool có kỹ năng chiến đấu, sự nhanh nhẹn, phản xạ, tốc độ thuộc vào hàng top của Marvel. Sự nhanh nhẹn, phản xạ của Deadpool có thể ngang ngửa với cả Spider-Man (Pool lúc đánh nhau với Juggernaut từng tự nhận là mình anh em sinh đôi của Spider-Man). Deadpool được coi là một tay đánh cận chiến thuộc vào hàng đẳng cấp nhất Marvel.
- Nói được nhiều ngôn ngữ khác nhau: Deadpool có thể nói rất nhiều thứ tiếng như: Anh, Tây Ban Nha, Ý,....

## Vật dụng cá nhân
- Dây lưng dịch chuyển tức thời: Chiếc dây lưng có logo của Deadpool luôn được anh đeo bên người phòng trường hợp xấu nhất xảy ra
- Nhiều vũ khí: Deadpool luôn được cung cấp đầy đủ vũ khí từ bạn thân của anh
- Hai cây kiếm: Deadpool lúc nào cũng mang bên mình 2 thanh kiếm phòng khi hết đạn và nó xử lí người rất nhanh, gọn.
- Điện thoại di động: Deadpool đã dùng nó khi để quên túi vũ khí trên xe Taxi
- Túi xách và Balo: Dùng để cất giữ đồ đạc của anh.

## Điểm yếu
- Dễ bị kích động: Deadpool có điểm yếu đó là rất dễ bị kích động bởi những khiêu khích nhỏ mà lao vào đánh nhau.
- Thần kinh không ổn định: Sau khi bị thí nghiệm và có khuôn mặt ghê rợn, Deadpool còn bị mắc chứng thần kinh, lúc đó anh không thể kiểm soát bản thân và dẫn đến những hậu quả nghiêm trọng như trong Deadpool Kills The Marvel Universe.
- Sợ cô đơn: Deadpool rất sợ phải làm việc một mình, một phần là do anh muốn có người để anh chọc ghẹo.

## Lịch sử xuất bản

### Những năm 1990
Được sáng tác bởi Rob Liefeld và Fabian Nicieza, Deadpool xuất hiện lần đầu trong tập The New Mutants #98, tháng 2 năm 1991. Theo lời Nicieza, Liefeld đảm nhiệm vai trò thiết kế, đặt tên cho nhân vật, và Nicieza tạo nên tính cách của nhân vật. Liefeld là một fan của bộ truyện tranh Teen Titans, sau đó ông đề xuất ý tưởng về một nhân vật mới của mình cho Fabian Nicieza. Sau đó Nicieza liên lạc với Liefeld cho rằng "nhân vật này giống hệt Deathstroke của Teen titans". Nicieza đặt cho Deadpool tên thật là "Wade Wilson" gần giống với "Slade Wilson" - Deathstroke.

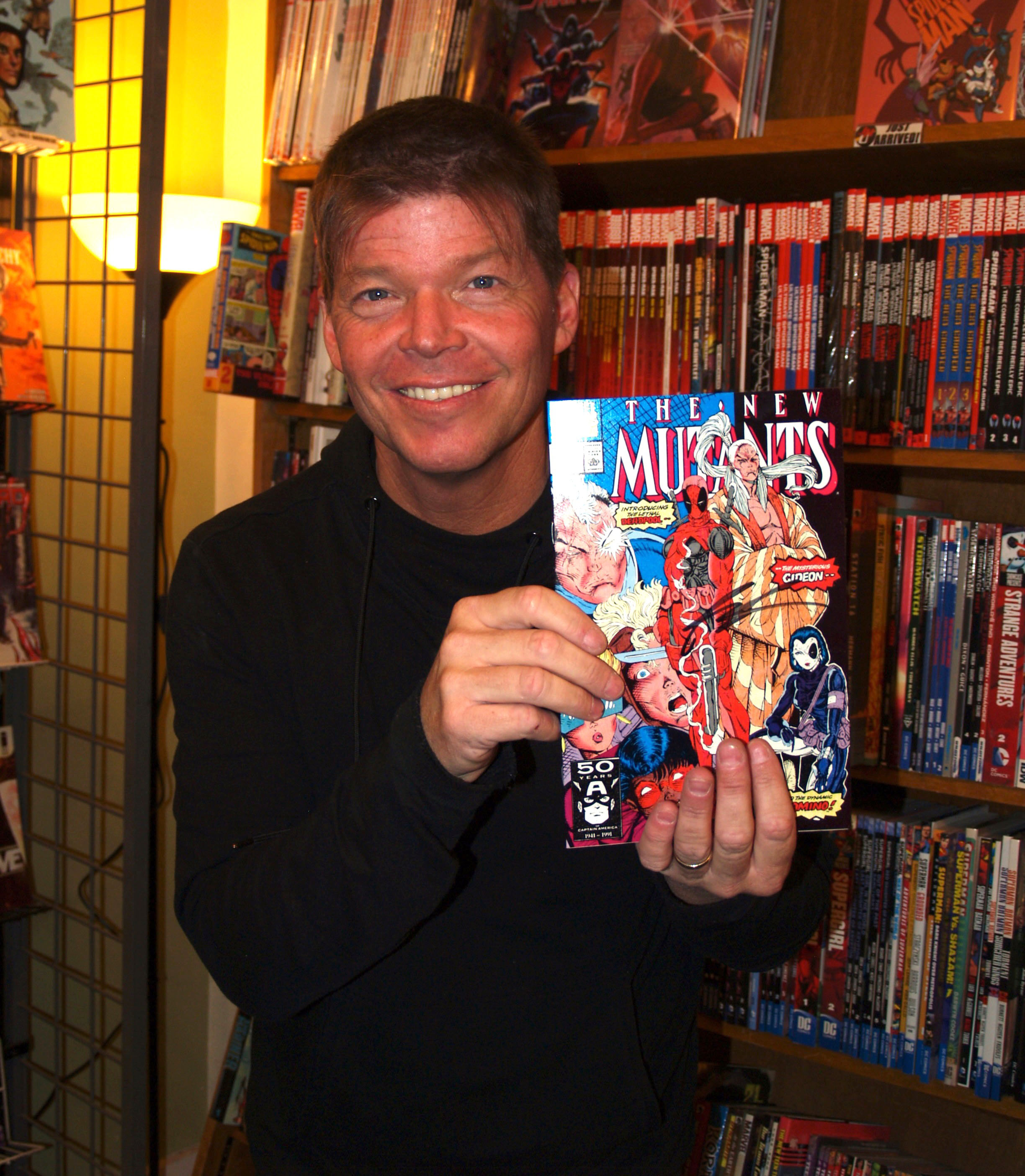
Đồng tác giả Rob Liefeld, đang cầm trên tay một bản sao của New Mutants #98, là lần đầu tiên xuất hiện của Deadpool.

Trong lần đầu tiên xuất hiện của mình, Deadpool được thuê bởi Tolliver nhằm tấn công Cable và nhóm New Mutants. Sau khi xuất hiện trong X-Force, Deadpool bắt đầu xuất hiện trong một số tập truyện khác như The Avengers, Daredevil và Heroes for Hire. Năm 1993, Deadpool lần đầu có riêng một tập truyên riêng mang tên The Circle Chase, sáng tác bởi Fabian Nicieza và được vẽ bởi Joe Madureira. Tập truyện tiếp theo được viết vào năm 1994 bởi Mark Waid, được vẽ bởi Ian Churchill, Jason Temujin Minor và Bud LaRosa.

## Sự kiện Deadpool giết cả vũ trụ Marvel
Deadpool kills the Marvel Universe là một bộ truyện gồm 4 phần ra mắt năm 2011 - 2012. Đây chính là câu chuyện thể hiện rõ nhất độ điên và mức độ bá đạo của Deadpool. Khởi đầu cho toàn bộ những chuỗi sự kiện điên rồ này đó là khi X-Men gửi Deadpool đến bệnh viện tâm thần để điều trị. Bác sĩ điều trị cho anh ta thực sự là Psycho Man trong ngụy trang, người cố gắng tra tấn và tẩy não Deadpool trở thành tay sai cá nhân của mình. Thủ tục không thành công, Deadpool thậm chí còn trở nên điên cuồng hơn. Anh đã phát triển một quan điểm thế giới hư vô hơn, và sau khi giết chết Psycho-Man bằng cách liên tục đập hắn vào bàn làm việc, anh bắt đầu ám sát mọi siêu anh hùng và siêu nhân trên Trái Đất, bắt đầu bằng Fantastic 4, trong một nỗ lực nhằm phản đối người sáng tạo ra Wade. Cuốn sách kết thúc bằng việc anh đột nhập vào thế giới "thực" và đối mặt với các nhà văn và nghệ sĩ của Marvel đang viết cuốn sách. Wade nói với người đọc rằng: "Này, tao thấy mày đang ngoài đó, đừng lo, tao sẽ tìm thấy mày sớm thôi."

## Những điều thú vị về Deadpool
Ban đầu, Deadpool được coi là phiên bản giễu nhại siêu ác nhân Deathstroke thuộc thương hiệu truyện tranh DC. Nếu như tên thật của Deathstroke là Slade Wilson, thì Deadpool lại là Wade Wilson. Dù cùng làm phận lính đánh thuê, Deadpool rất khác khi là một kẻ ưa pha trò, thích kể chuyện cười và thường xuyên có những pha hành động ngớ ngẩn khi đang thực thi nhiệm vụ. Deadpool là một trong những nhân vật siêu anh hùng đặc sắc nhất mà đội ngũ Marvel từng sản sinh ra. Quyền chuyển thể nhân vật lên màn bạc thuộc về 20th Century Fox. Song, năng lực ấn tượng nhất của Deadpool lại là khả năng "phá vỡ bức tường thứ tư", tức gã tự nhận thức rằng mình chỉ là một nhân vật truyện tranh, nói chuyện với tác giả... Khả năng này khiến Deadpool là một trong những nhân vật hài hước nhất comic. Trong nhiều lần xuất hiện, Deadpool thường xuyên nhại lại những thương hiệu văn hóa nổi tiếng như Star Wars, Terminator, Gundam... Thậm chí, gã còn có lần lên tiếng chê bai tạo hình của bản thân trong bộ phim X-Men Origins: Wolverine (2009) và tự nhận mình "giống tài tử Ryan Reynolds, chỉ có điều nhiều sẹo hơn". 